# Estadio Universitario de Atletismo de Albacete
El Estadio Universitario de Atletismo de Albacete es una instalación deportiva situada en la ciudad española de Albacete. Es propiedad de la Universidad de Castilla-La Mancha y gestionado por el Ayuntamiento de Albacete a través del Instituto Municipal de Deportes (IMD).
Está ubicado en el barrio Universidad de la capital albaceteña. Inaugurado en 1999, cuenta con capacidad para 1000 espectadores.
El estadio cuenta con pista de atletismo homologada de ocho calles, campo de rugby de césped natural, foso de saltos, zona de lanzamientos y sala fitness, además de graderío, sala de reuniones y torre de control.
Es la sede de numerosos clubes deportivos de la ciudad como el Club de Atletismo Albacete o el Club de Rugby Albacete.
El 2 de abril del 2000 acogió el encuentro internacional de rugby entre la selección española de rugby y Marruecos del Rugby Europe International Championships. En 2021 acogió el Campeonato de España de Atletismo para atletas con discapacidad que sirvió de preparación de cara a los Juegos Paralímpicos de Tokio 2020.